# Sergipe
Sergipe är Brasiliens till ytan minsta delstat. Folkmängden uppgår till cirka 2,2 miljoner invånare. Huvudstad är Aracaju, och andra stora städer är Itabaiana, Lagarto och Nossa Senhora do Socorro. I det bördiga kustområdet är jordbruk den viktigaste näringen. Odling av sockerrör står för en stor del av delstatens ekonomi och 1,4 miljoner ton socker/år produceras här.[källa behövs] Staten har 1,1% av den brasilianska befolkningen och producerar endast 0,6% av landets BNP.